# Ruprecht van de Palts (1481-1504)
Ruprecht van de Palts (Heidelberg, 14 mei 1481 - Landshut 20 augustus 1504), bijgenaamd de Deugdzame, was elect-bisschop van Freising van 1495 tot 1498. Hij was de derde zoon van keurvorst Filips van de Palts en Margaretha van Beieren.
In 1499 trouwde Ruprecht met Elisabeth, de dochter van George de Rijke, de laatste hertog van Beieren-Landshut, die Ruprecht tot zijn stadhouder maakte. Na diens dood in 1503 maakten Elisabeth en Ruprecht aanspraak op zijn erfenis, vermits George die per testament aan hen had vermaakt. Albrecht IV van Beieren-München maakte ook aanspraak op de erfenis van George, omdat volgens de huisverdragen van het Huis Wittelsbach gebieden alleen in mannelijke lijn overgeërfd konden worden. Rooms-koning Maximiliaan I steunde Albrecht, waarmee de Landshuter Successieoorlog begon. Tijdens de oorlog stierf Ruprecht aan dysenterie in Kasteel Trausnitz in Landshut. Voor zijn overlevende kinderen, Otto Hendrik en Filips, werd na de beëindiging van de oorlog in 1505 het vorstendom Palts-Neuburg geschapen uit delen van Beieren-Landshut.

## Voorouders
| Voorouders van Ruprecht van de Palts | Voorouders van Ruprecht van de Palts                                     | Voorouders van Ruprecht van de Palts                                     | Voorouders van Ruprecht van de Palts                                     | Voorouders van Ruprecht van de Palts                                     | Voorouders van Ruprecht van de Palts                                        | Voorouders van Ruprecht van de Palts                                        | Voorouders van Ruprecht van de Palts                                          | Voorouders van Ruprecht van de Palts                                          |
| ------------------------------------ | ------------------------------------------------------------------------ | ------------------------------------------------------------------------ | ------------------------------------------------------------------------ | ------------------------------------------------------------------------ | --------------------------------------------------------------------------- | --------------------------------------------------------------------------- | ----------------------------------------------------------------------------- | ----------------------------------------------------------------------------- |
| Overgrootouders                      | Lodewijk III van de Palts (1378-1436) ∞ Mathilde van Savoye (1390-1438)  | Lodewijk III van de Palts (1378-1436) ∞ Mathilde van Savoye (1390-1438)  | Amadeus VIII van Savoye (1383-1451) ∞ Maria van Bourgondië (1386-1422)   | Amadeus VIII van Savoye (1383-1451) ∞ Maria van Bourgondië (1386-1422)   | Hendrik XVI van Beieren (1386-1450) ∞ Margaretha van Oostenrijk (1395-1447) | Hendrik XVI van Beieren (1386-1450) ∞ Margaretha van Oostenrijk (1395-1447) | Frederik II van Saksen (1412-1464) ∞ Margaretha II van Oostenrijk (1416-1486) | Frederik II van Saksen (1412-1464) ∞ Margaretha II van Oostenrijk (1416-1486) |
| Grootouders                          | Lodewijk IV van de Palts (1424-1449) ∞ Margaretha van Savoye (1416-1479) | Lodewijk IV van de Palts (1424-1449) ∞ Margaretha van Savoye (1416-1479) | Lodewijk IV van de Palts (1424-1449) ∞ Margaretha van Savoye (1416-1479) | Lodewijk IV van de Palts (1424-1449) ∞ Margaretha van Savoye (1416-1479) | Lodewijk IX van Beieren (1417-1479) ∞ Amalia van Saksen (1435-1502)         | Lodewijk IX van Beieren (1417-1479) ∞ Amalia van Saksen (1435-1502)         | Lodewijk IX van Beieren (1417-1479) ∞ Amalia van Saksen (1435-1502)           | Lodewijk IX van Beieren (1417-1479) ∞ Amalia van Saksen (1435-1502)           |
| Ouders                               | Filips van de Palts (1448-1508) ∞ Margaretha van Beieren (1456-1501)     | Filips van de Palts (1448-1508) ∞ Margaretha van Beieren (1456-1501)     | Filips van de Palts (1448-1508) ∞ Margaretha van Beieren (1456-1501)     | Filips van de Palts (1448-1508) ∞ Margaretha van Beieren (1456-1501)     | Filips van de Palts (1448-1508) ∞ Margaretha van Beieren (1456-1501)        | Filips van de Palts (1448-1508) ∞ Margaretha van Beieren (1456-1501)        | Filips van de Palts (1448-1508) ∞ Margaretha van Beieren (1456-1501)          | Filips van de Palts (1448-1508) ∞ Margaretha van Beieren (1456-1501)          |
| Ruprecht van de Palts (1481-1504)    |                                                                          |                                                                          |                                                                          |                                                                          |                                                                             |                                                                             |                                                                               |                                                                               |

- Gemeinsame Normdatei: 100659381
- International Standard Name Identifier: 0000 0003 8135 3790
- Virtual International Authority File: 261353456
- WorldCat: E39PBJbxC4BQxW6DbX3GRmBpT3